# نورما ويلسون
نورما ويلسون (14 سبتمبر 1929 - ) (بالإنجليزية: Norma Wilson)‏ هي لاعبة كريكت أسترالية. شاركت مع منتخب أستراليا الوطني للكريكت.

## وصلات خارجية
- نورما ويلسون على موقع إي آس بي آن كريك إنفو (الإنجليزية)